# Wopławki
Wopławki (deutsch Woplauken oder Woplaucken) ist ein Dorf in Polen in der Wojewodschaft Ermland-Masuren. Es gehört zur Gmina Kętrzyn (Landgemeinde Rastenburg) im Powiat Kętrzyński.

## Geschichte

### Ortsgeschichte/Schlacht bei Woplauken 1311

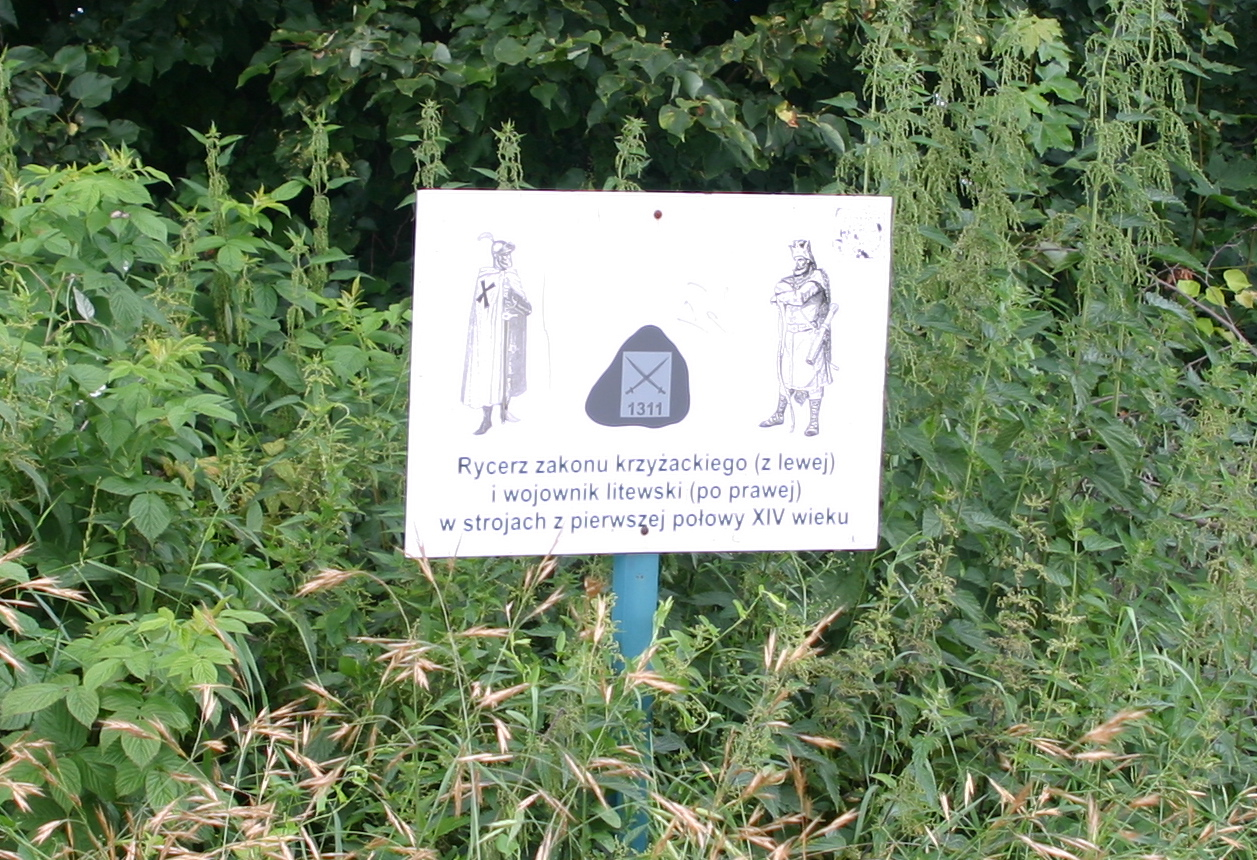
Schild zum Gedenkstein für die Schlacht von 1311

Beim heutigen Wopławki fand 1311 eine Schlacht zwischen dem Großfürstentum Litauen und dem Deutschen Orden statt. Hierbei schlugen die Truppen des Ordens unter Heinrich von Plötzke (oder von Ploczk) das Heer des litauischen Großfürsten Vytenis. Nördlich von Wopławki befindet sich in einem kleinen Wäldchen bei Góry (deutsch Uri) inmitten eines Feldes ein Gedenkstein an diese Schlacht. Nach der Schlacht wurde eine Burg errichtet, welche von 1387 bis 1389 Sitz eines Pflegers war.
Die ursprünglich pruzzische Siedlung erhielt Ende des 14. Jahrhunderts Kulmer Recht. Zu dem Dorf gehört eine Fläche von 51 Hufen. 1480 war die zugehörige Fläche auf 60 Hufe angewachsen und der Ort erhielt Magdeburger Recht. 1745 oder 1825 wurde die Familie von Schmidtseck Eigentümer des Gutes mit einer Fläche von 1400 Hektar, davon 340 Hektar Wald. In der zweiten Hälfte des 17. Jahrhunderts oder im 18. Jahrhundert wurde ein Gutshaus errichtet welches 1806 oder 1808 abbrannte und zwischen 1870 und 1880 neu errichtet wurde. 
Im Januar 1945, am Ende des Zweiten Weltkrieges, nur wenige Stunden vor dem Eintreffen der Roten Armee setzte sich ein Flüchtlingstreck in Bewegung der aber kurz danach von den sowjetischen Truppen eingeholt wurde. Einigen deutschen Bewohnern, darunter der Gutsfrau, gelang trotzdem die Flucht über das Frische Haff. Als Ergebnis des Krieges wurde Woplauken als Wopławki Teil der Volksrepublik Polen. 1970 gab es in dem Dorf einen Kinosaal mit 60 Plätzen sowie einen Bibliothekspunkt. 1973 wurde das Dorf Teil des Schulzenamtes (sołectwo) Czerniki in der Gemeinde Kętrzyn. Heute ist es ein selbständiges Schulzenamt ohne weitere Ortschaften.

### Name
Der erste erwähnte Name lautete Wopelanken. Dieser Name geht vermutlich auf das pruzzische Wort Wope zurück welches ein Name als auch das Wort für Feld ist.

### Einwohnerentwicklung
Ende des 18. Jahrhunderts gab es 30 Wohngebäude in dem Dorf sowie eine Mühle. 1817 wurden 24 Häuser gezählt.
Nachfolgend die graphische Darstellung der Einwohnerentwicklung.

## Wirtschaft und Infrastruktur

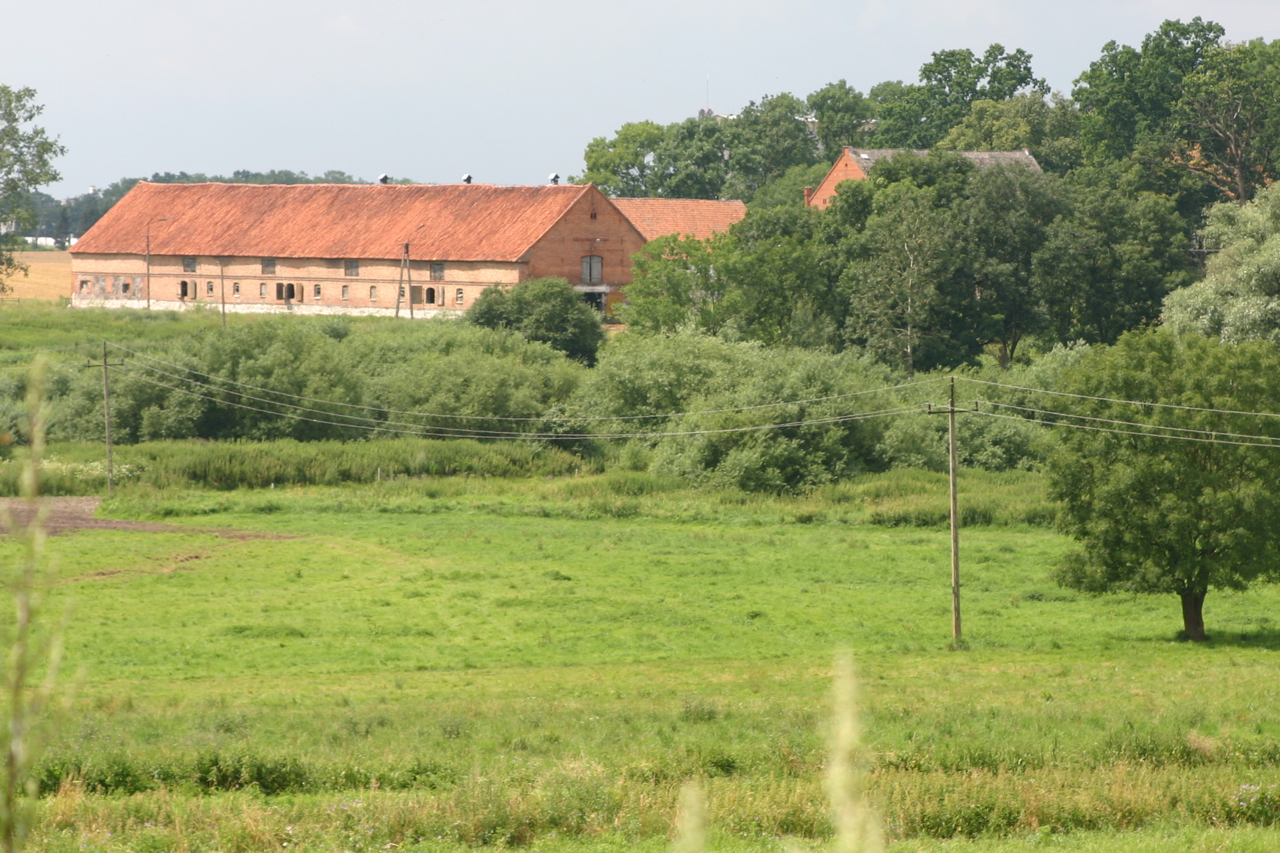
Wopławki

Das Dorf Wopławki liegt an keiner größeren Straße. Zur Woiwodschaftsstraße 591 (droga wojwódzka 591) die etwa einen Kilometer westlich des Ortes verläuft führt eine Nebenstraße. Über diese kann auch das etwa zwei Kilometer östlich gelegene Czerniki erreicht werden.
Der Ort verfügt über keinen eigenen Bahnanschluss. Der nächste Bahnhof befindet sich zwei Kilometer südlich in Kętrzyn, wo es Direktverbindungen nach Olsztyn und Posen gibt. Das Dorf war über den Nachbarort Schwarzstein (polnisch Czerniki)an die Bahnstrecke Rastenburg–Angerburg angebunden. Die Strecke wurde bis 1992 (Personenverkehr) bzw. 2000 (Güterverkehr) befahren.
Der nächstgelegene internationale Flughafen ist der Flughafen Kaliningrad, der sich etwa 100 Kilometer nordwestlich auf russischem Hoheitsgebiet befindet. Der nächste internationale Flughafen auf polnischem Staatsgebiet ist der etwa 195 Kilometer westlich befindliche Lech-Wałęsa-Flughafen Danzig.